# Neil Young Archives Volume III: 1976–1987
Neil Young Archives Volume III: 1976–1987 es una caja recopilatoria del músico canadiense Neil Young, publicado por la compañía discográfica Reprise Records el 6 de septiembre de 2024. La caja, que incluye 17 CD y 5 Blu Ray, es la tercera entrega de la serie Neil Young Archives, siguiendo a The Archives Vol. 1 1963–1972 de 2009 y Neil Young Archives Volume II: 1972–1976 de 2020, y abarca un periodo de once años de su carrera musical, desde 1976 hasta 1987. La preventa se activó para los miembros de su página web el 25 de julio de 2024, con acceso a una versión que incluía un CD de muestra con 16 canciones y un pin.
La caja incluye un total de 198 canciones, de las cuales 121, incluyendo versiones en directo y alternativas de canciones previamente lanzadas, son inéditas. Quince de las canciones nunca se han publicado en ninguna forma. «Bright Sunny Day», un descarte de las sesiones de Rust Never Sleeps, fue publicado como primer sencillo del álbum el 26 de julio de 2024. El primer sencillo fue seguido por «Winter Winds» el 9 de agosto, «Lady Wingshot» el 23 de agosto, y «Thrasher» el 30 de agosto.

## Trasfondo
La primera mención significativa sobre el lanzamiento de Volume III después de la publicación de Volume II apareció en un artículo escrito por Neil y publicado en su página web el 26 de marzo de 2021. Titulado A Message from Neil: A Pandemic and a Rare Gift, Young discutió en detalle la creación del tercer volumen: «Continuamos en la cabaña en Canadá con Daryl, Niko y yo, preparando el volumen tres de los archivos. Siete u ocho películas. Más discos que los otros volúmenes de archivos. Tal vez más canciones. Muchos álbumes inéditos en su forma original, como hicimos con Homegrown cuando lo encontramos». También describió que la caja terminaría en 1990 con un álbum en directo llamado Live Freedom, que incluiría nueve películas, y que sería publicado en dos formatos diferentes: un conjunto de 12 CD y un conjunto de 10 Blu-Ray (los Blu-Rays incluirían todas las canciones encontradas en la versión de CD, además de las películas). Sin embargo, para julio del mismo año, Young afirmó que Volume III se había «reducido a 1987 o algo así».
Young no volvió a publicar actualizaciones sobre Volume III hasta noviembre de 2023, cuando comentó que el lanzamiento tendría lugar en la «primera mitad de 2024», aunque también comentó en otra respuesta que se había «retrasado por cambiar de opinión demasiadas veces». Estas respuestas culminaron en una llamada por Zoom con los miembros Patron de Neil Young Archives el 29 de ese mes. Además de detallar los contenidos, incluidos los nombres de los discos y pistas seleccionadas, mencionó que Volume III contendría, en total, «17 discos y cuatro o cinco películas».
Después de esta reunión, en abril de 2024, Young respondió a una carta de un seguidor en su sitio web, diciendo que el conjunto de 22 discos estaba programado para lanzarse en septiembre. Esta fecha tentativa resultó concretarse tras el anuncio oficial de Volume III. El 25 de julio de 2024, se anunció una edición limitada de lujo que incluía 17 CD (cubriendo 198 pistas con 121 inéditas y 15 nunca lanzadas en 28 horas de contenido) y 5 Blu-rays (que contenían 11 películas y 14 horas de contenido). Las ediciones super deluxe incluían un libro de 160 páginas, «ilustrado cronológicamente con materiales de archivo, descripciones detalladas de la música y una línea de tiempo desplegable del período», junto con un póster. La edición deluxe regular incluía un folleto de 36 páginas en lugar del libro y el póster. También anunció Neil Young Archives Volume III: Takes, un lanzamiento con 16 pistas extraídas de la caja y publicado en doble LP y CD.

## Contenido
La tercera caja de los Neil Young Arhcives presenta material de 11 años diferentes, que abarca desde álbumes como Comes a Time y Rust Never Sleeps hasta álbumes experimentales como Trans y Everybody's Rockin'. La mayoría de los discos incluyen «raps» o «charlas», en las que Young explica al oyente dónde y cuándo se está realizando la grabación, y con quién está grabando.
Los dos primeros discos, Across the Water, cubren las etapas europeas y japonesas de la gira de 1976 de Neil Young y Crazy Horse, previamente documentadas en Odeon-Budokan. Hitchhikin' Judy presenta principalmente canciones de Hitchhiker, un álbum de archivo que incluye una sesión de estudio de un día en agosto de 1976, y Songs for Judy, un álbum en directo en el que interpreta partes de su gira con Crazy Horse en solitario entre 1976 y 1977. A Snapshot in Time contiene grabaciones de ensayos con Nicolette Larson y Linda Ronstadt, mientras que Windward Passage presenta a Young en directo con el grupo The Ducks, un periodo previamente cubierto en el álbum High Flyin' . 
La caja incluye también el álbum Oceanside Countryside, con cancionesgrabadas antes de Comes a Time en los estudios Triad en Fort Lauderdale (Florida). Union Hall presenta grabaciones en directo con Nicolette Larson, que Neil Young definió como «lo mejor de todo lo que he hecho con Nicolette». Los discos de Boarding House presentan a Young en solitario interpretando algunas de sus canciones más recientes en una residencia de varios días en el Boarding House de San Francisco (California), mientras que Sedan Delivery y Coastline incluyen sesiones de estudio y en directo de Rust Never Sleeps, Hawks & Doves y Re·ac·tor.
Trans/Johnny's Island cubre el álbum Trans y el disco inédito Johnny's Island, en el que trabajó en mayo de 1982 hasta que Geffen Records sugirió que lo archivara y trabajara en algo mejor. Evolution muestra los diversos proyectos de Young con Geffen, comenzando con canciones del inédito Old Ways I, evolucionando hacia su personaje rockabilly, y terminando con demos en solitario grabados en 1984. Grey Riders presenta al músico en directo y en estudio con The International Harvesters, su banda de acompañamiento de mediados de la década de 1980, mientras que Touch the Night es un álbum en directo con Crazy Horse, extraído de varias presentaciones de febrero de 1984 en The Catalyst. La caja termina con Road of Plenty, un álbum que incluye temas de Landing on Water, y Summer Songs, un álbum acústico en solitario de canciones recién escritas en 1987. Sobe este último álbum, Young declaró que un día se sentó, grabó varias canciones nuevas y luego las puso en cinta. El álbum permaneció archivado durante años hasta 2021, cuando fue publicado en su página web).

## Lista de canciones

### Disco 1:Across the Water(1976)
1. "Let It Shine" (4:44) – versión en vivo inédita
  - Neil Young – guitarra, armónica, voz
  - Grabado en Budokan Hall, Tokio, 11/03/1976. Producido por David Briggs y Neil Young.
2. "Mellow My Mind" (3:12) – versión en vivo inédita
  - Neil Young – banjo, armónica, voz
  - Grabado en Budokan Hall, Tokio, 11/03/1976. Producido por David Briggs y Neil Young.
3. "Too Far Gone" (3:15) – versión en vivo inédita
  - Neil Young – guitarra, voz
  - Grabado en Budokan Hall, Tokio, 11/03/1976. Producido por David Briggs y Neil Young.
4. "Only Love Can Break Your Heart" (3:04) – versión en vivo inédita
  - Neil Young – guitarra, voz
  - Grabado en Budokan Hall, Tokio, 11/03/1976. Producido por David Briggs y Neil Young.
5. "A Man Needs a Maid" (3:54) – versión en vivo inédita
  - Neil Young – piano, voz
  - Grabado en Budokan Hall, Tokio, 11/03/1976. Producido por David Briggs y Neil Young.
6. "No One Seems to Know" (2:47) – versión en vivo inédita
  - Neil Young – piano, voz
  - Grabado en Budokan Hall, Tokio, 11/03/1976. Producido por David Briggs y Neil Young.
7. "Heart of Gold" (3:44) – versión en vivo inédita
  - Neil Young – guitarra, armónica, voz
  - Grabado en Budokan Hall, Tokio, 11/03/1976. Producido por David Briggs y Neil Young.
8. "Country Home" (5:54) – versión en vivo inédita
  - Neil Young – guitarra, voz; Frank Sampedro – guitarra; Billy Talbot – bajo, voz; Ralph Molina – batería, voz
  - Grabado en Budokan Hall, Tokio, 11/03/1976. Producido por David Briggs y Neil Young.
9. "Don't Cry No Tears" (2:42) – versión en vivo inédita
  - Neil Young – guitarra, voz; Frank Sampedro – guitarra; Billy Talbot – bajo, voz; Ralph Molina – batería, voz
  - Grabado en Budokan Hall, Tokio, 11/03/1976. Producido por David Briggs y Neil Young.
10. "Cowgirl in the Sand" (6:39) – mezcla inédita
  - Neil Young – guitarra, voz; Frank Sampedro – guitarra; Billy Talbot – bajo, voz; Ralph Molina – batería, voz
  - Grabado en Budokan Hall, Tokio, 11/03/1976. Producido por David Briggs y Neil Young.
11. "Lotta Love" (3:00) – versión en vivo inédita
  - Neil Young – guitarra, voz; Frank Sampedro – piano; Billy Talbot – bajo, voz; Ralph Molina – batería, voz
  - Grabado en Budokan Hall, Tokio, 11/03/1976. Producido por David Briggs y Neil Young.
12. "The Losing End (When You're On)" (3:49) – versión en vivo inédita
  - Neil Young – guitarra, voz; Frank Sampedro – guitarra; Billy Talbot – bajo, voz; Ralph Molina – batería, voz
  - Grabado en Budokan Hall, Tokio, 11/03/1976. Producido por David Briggs y Neil Young.
13. "Southern Man" (8:03) – versión en vivo inédita
  - Neil Young – guitarra, voz; Frank Sampedro – guitarra; Billy Talbot – bajo, voz; Ralph Molina – batería, voz
  - Grabado en Budokan Hall, Tokio, 11/03/1976. Producido por David Briggs y Neil Young.
14. "Cortez the Killer" (7:39) – versión en vivo inédita
  - Neil Young – guitarra, voz; Frank Sampedro – guitarra; Billy Talbot – bajo, voz; Ralph Molina – batería, voz
  - Grabado en Budokan Hall, Tokio, 11/03/1976. Producido por David Briggs y Neil Young.

### Disco 2:Across the Water II(1976)
1. "Human Highway" (3:27) – versión en directo inédita
  - Neil Young – banjo, voz
  - Grabado en el Hammersmith Odeon, Londres, 31/03/1976. Producido por Neil Young y David Briggs.
2. "The Needle and the Damage Done" (2:45) – versión en directo inédita
  - Neil Young – guitarra, voz
  - Grabado en el Hammersmith Odeon, Londres, 31/03/1976. Producido por Neil Young y David Briggs.
3. "Stringman" (3:43) – mezcla inédita
  - Neil Young – piano, voz
  - Grabado en el Hammersmith Odeon, Londres, 31/03/1976. Producido por Neil Young y David Briggs.
4. "Down by the River" (11:32) – versión en directo inédita
  - Neil Young – guitarra, voz; Frank Sampedro – guitarra; Billy Talbot – bajo, voz; Ralph Molina – batería, voz
  - Grabado en el Hammersmith Odeon, Londres, 31/03/1976. Producido por Neil Young y David Briggs.
5. "Like a Hurricane" (9:04) – versión en directo inédita
  - Neil Young – guitarra, voz; Frank Sampedro – stringman; Billy Talbot – bajo, voz; Ralph Molina – batería, voz
  - Grabado en el Hammersmith Odeon, Londres, 31/03/1976. Producido por Neil Young y David Briggs.
6. "Drive Back" (5:50) – versión en directo inédita
  - Neil Young – guitarra, voz; Frank Sampedro – guitarra, voz; Billy Talbot – bajo, voz; Ralph Molina – batería, voz
  - Grabado en el Hammersmith Odeon, Londres, 31/03/1976. Producido por Neil Young y David Briggs.
7. "Cortez the Killer" (8:22) – versión en directo inédita
  - Neil Young – guitarra, voz; Frank Sampedro – guitarra, voz; Billy Talbot – bajo, voz; Ralph Molina – batería, voz
  - Grabado en el Hammersmith Odeon, Londres, 31/03/1976. Producido por Neil Young y David Briggs.
8. "Homegrown" (3:44) – versión en directo inédita
  - Neil Young – guitarra, voz; Frank Sampedro – guitarra; Billy Talbot – bajo, voz; Ralph Molina – batería, voz
  - Grabado en el Apollo Theater, Glasgow, 02/04/1976. Producido por Neil Young y David Briggs.

### Disco 3:Hitchhikin' Judy(1976–77)
1. "Rap" (0:09)
2. "Powderfinger" (3:25) – previamente lanzado en Hitchhiker
  - Neil Young – guitarra, voz
  - Grabado en Indigo Ranch, Malibu, 11/08/1976. Producido por David Briggs.
3. "Captain Kennedy" (2:50) – previamente lanzado en Hitchhiker
  - Neil Young – guitarra, voz
  - Grabado en Indigo Ranch, Malibu, 11/08/1976. Producido por David Briggs, Neil Young, Richard Kaplan y Tim Mulligan.
4. "Hitchhiker" (4:39) – previamente lanzado en Hitchhiker
  - Neil Young – guitarra, voz
  - Grabado en Indigo Ranch, Malibu, 11/08/1976. Producido por David Briggs.
5. "Give Me Strength" (3:42) – previamente lanzado en Hitchhiker
  - Neil Young – guitarra, armónica, voz
  - Grabado en Indigo Ranch, Malibu, 11/08/1976. Producido por David Briggs.
6. "The Old Country Waltz" (3:35) – previamente lanzado en Hitchhiker
  - Neil Young – piano, armónica, voz
  - Grabado en Indigo Ranch, Malibu, 11/08/1976. Producido por David Briggs.
7. "Rap (Intro Judy Garland)" (1:39)
8. "Too Far Gone" (3:15) – previamente lanzado en Songs for Judy
  - Neil Young – guitarra, voz
  - Grabado en Balch Fieldhouse, Boulder, Colorado, 06/11/1976. Producido por Joel Bernstein, Cameron Crowe, David Briggs y Neil Young.
9. "White Line" (2:55) – previamente lanzado en Songs for Judy
  - Neil Young – guitarra, armónica, voz
  - Grabado en Tarrant County Convention Center, Fort Worth, Texas, 10/11/1976. Producido por Joel Bernstein, Cameron Crowe, David Briggs y Neil Young.
10. "Mr. Soul" (2:47) – previamente lanzado en Songs for Judy
  - Neil Young – guitarra, voz
  - Grabado en Palladium, Nueva York, 20/11/1976 (primer show). Producido por Joel Bernstein, Cameron Crowe, David Briggs y Neil Young.
11. "A Man Needs a Maid" (4:51) – previamente lanzado en Songs for Judy
  - Neil Young – guitarra, stringman, voz
  - Grabado en Palladium, Nueva York, 20/11/1976 (segundo show). Producido por Joel Bernstein, Cameron Crowe, David Briggs y Neil Young.
12. "Journey Through the Past" (3:17) – previamente lanzado en Songs for Judy
  - Neil Young – piano, armónica, voz
  - Grabado en Music Hall, Boston, Massachusetts, 22/11/1976 (segundo show). Producido por Joel Bernstein, Cameron Crowe, David Briggs y Neil Young.
13. "Campaigner" (3:30) – previamente lanzado en Songs for Judy
  - Neil Young – guitarra, voz
  - Grabado en Music Hall, Boston, Massachusetts, 22/11/1976 (segundo show). Producido por Joel Bernstein, Cameron Crowe, David Briggs y Neil Young.
14. "The Old Laughing Lady" (5:18) – previamente lanzado en Songs for Judy
  - Neil Young – guitarra, armónica, voz
  - Grabado en Fox Theatre, Atlanta, Georgia, 24/11/1976 (primer show). Producido por Joel Bernstein, Cameron Crowe, David Briggs y Neil Young.
15. "The Losing End (When You're On)" (3:47) – previamente lanzado en Songs for Judy
  - Neil Young – guitarra, armónica, voz
  - Grabado en Fox Theatre, Atlanta, Georgia, 24/11/1976 (segundo show). Producido por Joel Bernstein, Cameron Crowe, David Briggs y Neil Young.
16. "Rap (Intro The Last Waltz)" (0:24)
17. "Helpless" (5:42) – previamente lanzado en The Last Waltz
  - Neil Young – guitarra, voz; Joni Mitchell – voz; Robbie Robertson – guitarra, voz; Rick Danko – bajo, voz; Richard Manuel – piano; Levon Helm – batería; Garth Hudson – órgano, sintetizador
  - Grabado en The Last Waltz, Winterland Ballroom, San Francisco, 25/11/1976. Producido por Robbie Robertson, Jonathan Taplin y Bill Graham.
18. "Four Strong Winds" (4:21) – previamente lanzado en The Last Waltz
  - Neil Young – guitarra, armónica, voz; Joni Mitchell – voz; Robbie Robertson – guitarra; Rick Danko – bajo; Richard Manuel – piano; Levon Helm – batería; Garth Hudson – órgano, sintetizador
  - Grabado en The Last Waltz, Winterland Ballroom, San Francisco, 25/11/1976. Producido por Robbie Robertson, Jonathan Taplin y Bill Graham.
19. "Rap (Intro "Will to Love")" (0:27)
20. "Will to Love" (7:13) – previamente lanzado en American Stars 'N Bars
  - Neil Young – guitarra, órgano, piano, vibráfono, batería, voz
  - Grabado en la casa de Young e Indigo Ranch, Malibu, 03/12/1976. Producido por David Briggs y Neil Young.
21. "Lost in Space" (3:41) – original inédito
  - Neil Young – piano, voz; Ronnie Wood – guitarra
  - Grabado en Broken Arrow Ranch, 31/12/1976. Producido por Neil Young y Tim Mulligan.

### Disco 4:Snapshot in Time(1977)
1. "Rap (Intro "Hold Back the Tears")" (0:14)
2. "Hold Back The Tears" (5:14) – previamente lanzada en Chrome Dreams
  - Neil Young – guitarra, teclado, percusión, voz
  - Grabada en Indigo Ranch, Malibu, 06/02/1977. Producido por David Briggs, Neil Young y Tim Mulligan.
3. "Rap (Intro Snapshot in Time)" (0:23)
4. "Long May You Run" (2:56) – versión inédita
  - Neil Young – guitarra, voz; Nicolette Larson – voz; Linda Ronstadt – voz
  - Grabada en House, Trancas, 01/03/1977. Producido por Niko Bolas y Neil Young.
5. "Hey Babe" (3:49) – versión inédita
  - Neil Young – guitarra, voz; Nicolette Larson – voz; Linda Ronstadt – voz
  - Grabada en House, Trancas, 01/03/1977. Producido por Niko Bolas y Neil Young.
6. "The Old Country Waltz" (3:16) – versión inédita
  - Neil Young – guitarra, voz; Nicolette Larson – voz; Linda Ronstadt – voz
  - Grabada en House, Trancas, 01/03/1977. Producido por Niko Bolas y Neil Young.
7. "Hold Back the Tears" (4:04) – versión inédita
  - Neil Young – guitarra, voz; Nicolette Larson – voz; Linda Ronstadt – voz
  - Grabada en House, Trancas, 01/03/1977. Producido por Niko Bolas y Neil Young.
8. "Peace of Mind" (2:57) – versión inédita
  - Neil Young – guitarra, voz; Nicolette Larson – voz; Linda Ronstadt – voz
  - Grabada en House, Trancas, 01/03/1977. Producido por Niko Bolas y Neil Young.
9. "Sweet Lara Larue" (4:13) – versión inédita
  - Neil Young – guitarra, voz; Nicolette Larson – voz; Linda Ronstadt – voz
  - Grabada en House, Trancas, 01/03/1977. Producido por Niko Bolas y Neil Young.
10. "Bite the Bullet" (3:32) – versión inédita
  - Neil Young – guitarra, voz; Nicolette Larson – voz; Linda Ronstadt – voz
  - Grabada en House, Trancas, 01/03/1977. Producido por Niko Bolas y Neil Young.
11. "Saddle Up the Palomino" (3:51) – versión inédita
  - Neil Young – guitarra, voz; Nicolette Larson – voz; Linda Ronstadt – voz
  - Grabada en House, Trancas, 01/03/1977. Producido por Niko Bolas y Neil Young.
12. "Star of Bethlehem" (2:07) – versión inédita
  - Neil Young – guitarra, voz; Nicolette Larson – voz; Linda Ronstadt – voz
  - Grabada en House, Trancas, 01/03/1977. Producido por Niko Bolas y Neil Young.
13. "Bad News Comes To Town" (2:18) – versión inédita
  - Neil Young – guitarra, voz; Nicolette Larson – voz; Linda Ronstadt – voz
  - Grabada en House, Trancas, 01/03/1977. Producido por Niko Bolas y Neil Young.
14. "Motorcycle Mama" (3:18) – versión inédita
  - Neil Young – guitarra, voz; Nicolette Larson – voz; Linda Ronstadt – voz
  - Grabada en House, Trancas, 01/03/1977. Producido por Niko Bolas y Neil Young.
15. "Rap (Intro American Stars 'n Bars)" (0:13)
16. "Hey Babe" (3:31) – previamente lanzada en American Stars 'n Bars
  - Neil Young – guitarra, voz; Frank Sampedro – guitarra; Ben Keith – guitarra pedal steel; Carole Mayedo – violín; Billy Talbot – bajo; Ralph Molina – batería; Linda Ronstadt – voz; Nicolette Larson – voz
  - Grabada en Broken Arrow Ranch, 04/04/1977. Producido por David Briggs, Tim Mulligan y Neil Young.
17. "Rap (Intro "Barefoot Floors")" (0:08)
18. "Barefoot Floors" (4:34) – versión inédita
  - Neil Young – guitarra, voz
  - Grabada en House, Trancas, 15/12/1977. Producido por Nicolette Larson.

### Disco 5:Windward Passage(1977)
1. "Rap (Intro the Ducks)" (0:41)
2. "I Am A Dreamer" (4:22) – previamente lanzada en High Flyin'
  - Neil Young – guitarra, voz; Jeff Blackburn – guitarra, voz; Bob Mosley – bajo, voz; Johnny Craviotto – batería, voz
  - Grabada en Magic Devices Studio, Santa Cruz, California, 29/07/1977. Producido por Tim Mulligan, Jeff Blackburn y Neil Young.
3. "Sail Away" (5:32) – original inédito
  - Neil Young – guitarra, voz; Jeff Blackburn – guitarra, voz; Bob Mosley – bajo, voz; Johnny Craviotto – batería, voz
  - Grabada en The Steamship, Santa Cruz, California, 01/08/1977. Producido por Tim Mulligan, Jeff Blackburn y Neil Young.
4. "Wide Eyed and Willin'" (4:19) – previamente lanzada en High Flyin'
  - Neil Young – guitarra, voz; Jeff Blackburn – guitarra, voz; Bob Mosley – bajo, voz; Johnny Craviotto – batería, voz
  - Grabada en Catalyst, Santa Cruz, California, 03/08/1977. Producido por Tim Mulligan, Jeff Blackburn y Neil Young.
5. "I'm Tore Down" (3:35) – previamente lanzada en High Flyin'
  - Neil Young – guitarra, voz; Jeff Blackburn – guitarra, voz; Bob Mosley – bajo, voz; Johnny Craviotto – batería, voz
  - Grabada en Catalyst, Santa Cruz, California, 03/08/1977. Producido por Tim Mulligan, Jeff Blackburn y Neil Young.
6. "Little Wing" (4:44) – previamente lanzada en High Flyin'
  - Neil Young – guitarra, voz; Jeff Blackburn – guitarra, voz; Bob Mosley – bajo, voz; Johnny Craviotto – batería, voz
  - Grabada en Catalyst, Santa Cruz, California, 03/08/1977. Producido por Tim Mulligan, Jeff Blackburn y Neil Young.
7. "Hey Now" (2:55) – previamente lanzada en High Flyin'
  - Neil Young – guitarra, voz; Jeff Blackburn – guitarra, voz; Bob Mosley – bajo, voz; Johnny Craviotto – batería, voz
  - Grabada en Catalyst, Santa Cruz, California, 03/08/1977. Producido por Tim Mulligan, Jeff Blackburn y Neil Young.
8. "Windward Passage" (5:41) – versión inédita
  - Neil Young – guitarra; Jeff Blackburn – guitarra; Bob Mosley – bajo; Johnny Craviotto – batería
  - Grabada en el Crossroads, Santa Cruz, California, 05/08/1977. Producido por Tim Mulligan, Jeff Blackburn y Neil Young.
9. "Cryin' Eyes" (3:34) – canción original inédita
  - Neil Young – guitarra, voz; Jeff Blackburn – guitarra, voz; Bob Mosley – bajo, voz; Johnny Craviotto – batería, voz
  - Grabada en Catalyst, Santa Cruz, California, 22/08/1977. Producido por Tim Mulligan, Jeff Blackburn y Neil Young.

### Disco 6:Oceanside Countryside(1977)
1. "Rap (Intro "Crazy Mama")" (0:16)
2. "Field of Opportunity" (3:10) – mezcla inédita
  - Neil Young – guitarra, voz; Nicolette Larson – voz; Ben Keith – guitarra pedal steel; Rufus Thibodeaux – violín; Joe Osborn – bajo; Karl T. Himmel – batería
  - Grabada en Crazy Mama's, Nashville, Tennessee, 03/05/1977. Producido por Neil Young y Ben Keith.
3. "It Might Have Been" (2:33) – versión inédita
  - Neil Young – guitarra, voz; Ben Keith – guitarra pedal steel; Rufus Thibodeaux – violín; Joe Osborn – bajo; Karl T. Himmel – batería
  - Grabada en Crazy Mama's, Nashville, Tennessee, 03/05/1977. Producido por Neil Young y Ben Keith.
4. "Dance, Dance, Dance" (2:29) – versión inédita
  - Neil Young – guitarra, voz; Ben Keith – dobro; Rufus Thibodeaux – violín; Joe Osborn – bajo; Karl T. Himmel – batería
  - Grabada en Crazy Mama's, Nashville, Tennessee, 03/05/1977. Producido por Neil Young y Ben Keith.
5. "Rap (Intro "Pocahontas")" (0:09)
6. "Pocahontas" (3:23) – mezcla inédita
  - Neil Young – guitarra, voz
  - Grabada en Indigo/Triad, Fort Lauderdale, Florida, 04/09/1977. Producido por Neil Young y David Briggs.
7. "Peace of Mind" (5:34) – pmezcla inédita
  - Neil Young – piano, guitarra, voz
  - Grabada en Triad, Fort Lauderdale, Florida, 12/09/1977. Producido por Neil Young.
8. "Sail Away" (3:47) – mezcla inédita
  - Neil Young – guitarra, voz
  - Grabada en Triad, Fort Lauderdale, Florida, 12/09/1977. Producido por Neil Young.
9. "Human Highway" (3:10) – mezcla inédita
  - Neil Young – guitarra, voz
  - Grabada en Triad, Fort Lauderdale, Florida, 14/09/1977. Producido por Neil Young.
10. "Comes A Time" (2:41) – versión inédita
  - Neil Young – guitarras, voz
  - Grabada en Triiad Studios, Fort Lauderdale, 14/09/1977. Producido por Neil Young.
11. "Lost In Space" (4:18) – previamente lanzada en Hawks & Doves en versión más corta
  - Neil Young – guitarra de 6 y 12 cuerdas, voz, vibráfono
  - Grabada en Triiad Recording Studios, Fort Lauderdale, 15/09/1977. Producido por Neil Young.
12. "Goin' Back" (5:05) – mezcla inédita
  - Neil Young – guitarra, stringman, voz
  - Grabada en Triad, Fort Lauderdale, Florida, 16/09/1977. Producido por Neil Young.

### Disco 7:Union Hall(1977)
1. "Comes A Time" (3:07) – previamente lanzada en Comes A Time
  - Neil Young – guitarra, armónica, voz; Nicolette Larson – voz de armonía; Ben Keith – guitarra pedal steel; Karl T. Himmel – batería; Tim Drummond – bajo; Spooner Oldham – piano; Rufus Thibodeaux – violín; J.J. Cale – guitarra acústica; Farrell Morris – percusión; Rita Fey – autoharpa; Chuck Cochran – arreglista; Gone with the Wind Orchestra – guitarras acústicas, cuerdas
  - Grabada en Woodland Studio, Nashville, 02/11/1977. Producido por Neil Young, Ben Keith y Tim Mulligan.
2. "Love/Art Blues" (2:50) – versión inédita
  - Neil Young – guitarra, voz; Ben Keith – dobro; Tim Drummond – bajo; Rufus Thibodeaux – violín; Karl T. Himmel – batería
  - Grabada en Woodland Studio, Nashville, 03/11/1977. Producido por Neil Young y Ben Keith.
3. "Rap (Intro Union Hall)" (0:17)
4. "Are You Ready for the Country" (4:13) – versión inédita
  - Neil Young – guitarra, armónica, voces; Ben Keith – guitarra pedal steel; Spooner Oldham – piano; Tim Drummond – bajo; Rufus Thibodeaux – violín; Karl T. Himmel – batería; Nicolette Larson – voces
  - Grabada en el Nashvillle Musicians Union Hall, 10/11/1977. Producido por Neil Young y Tim Mulligan.
5. "Dance Dance Dance/Love Is a Rose" (4:07) – versión inédita
  - Neil Young – guitarra, armónica, voces; Ben Keith – guitarra pedal steel; Spooner Oldham – piano; Tim Drummond – bajo; Rufus Thibodeaux – violín; Karl T. Himmel – batería; Nicolette Larson – voces
  - Grabada en el Nashvillle Musicians Union Hall, 10/11/1977. Producido por Neil Young y Tim Mulligan.
6. "Old Man" (3:44) – versión inédita
  - Neil Young – guitarra, armónica, voces; Ben Keith – guitarra pedal steel; Spooner Oldham – piano; Tim Drummond – bajo; Rufus Thibodeaux – violín; Karl T. Himmel – batería; Nicolette Larson – voces
  - Grabada en el Nashvillle Musicians Union Hall, 10/11/1977. Producido por Neil Young y Tim Mulligan.
7. "The Losing End (When You're On)" (4:03) – versión inédita
  - Neil Young – guitarra, armónica, voces; Ben Keith – guitarra pedal steel; Spooner Oldham – piano; Tim Drummond – bajo; Rufus Thibodeaux – violín; Karl T. Himmel – batería; Nicolette Larson – voces
  - Grabada en el Nashvillle Musicians Union Hall, 10/11/1977. Producido por Neil Young y Tim Mulligan.
8. "Heart of Gold" (3:22) – versión inédita
  - Neil Young – guitarra, armónica, voces; Ben Keith – guitarra pedal steel; Spooner Oldham – piano; Tim Drummond – bajo; Rufus Thibodeaux – violín; Karl T. Himmel – batería; Nicolette Larson – voces
  - Grabada en el Nashvillle Musicians Union Hall, 10/11/1977. Producido por Neil Young y Tim Mulligan.
9. "Already One" (5:21) – versión inédita
  - Neil Young – guitarra, armónica, voces; Ben Keith – guitarra pedal steel; Spooner Oldham – piano; Tim Drummond – bajo; Rufus Thibodeaux – violín; Karl T. Himmel – batería; Nicolette Larson – voces
  - Grabada en el Nashvillle Musicians Union Hall, 10/11/1977. Producido por Neil Young y Tim Mulligan.
10. "Lady Wingshot" (3:19) – canción inédita
  - Neil Young – guitarra, armónica, voces; Ben Keith – guitarra pedal steel; Spooner Oldham – piano; Tim Drummond – bajo; Rufus Thibodeaux – violín; Karl T. Himmel – batería; Nicolette Larson – voces
  - Grabada en el Nashvillle Musicians Union Hall, 10/11/1977. Producido por Neil Young y Tim Mulligan.
11. "Four Strong Winds" (4:10) – versión inédita
  - Neil Young – guitarra, armónica, voces; Ben Keith – guitarra pedal steel; Spooner Oldham – piano; Tim Drummond – bajo; Rufus Thibodeaux – violín; Karl T. Himmel – batería; Nicolette Larson – voces
  - Grabada en el Nashvillle Musicians Union Hall, 10/11/1977. Producido por Neil Young y Tim Mulligan.
12. "Down By The River" (8:41) – versión inédita
  - Neil Young – guitarra, armónica, voces; Ben Keith – guitarra pedal steel; Spooner Oldham – piano; Tim Drummond – bajo; Rufus Thibodeaux – violín; Karl T. Himmel – batería; Nicolette Larson – voces
  - Grabada en el Nashvillle Musicians Union Hall, 10/11/1977. Producido por Neil Young y Tim Mulligan.
13. "Alabama" (5:44) – versión inédita
  - Neil Young – guitarra, armónica, voces; Ben Keith – guitarra pedal steel; Spooner Oldham – piano; Tim Drummond – bajo; Rufus Thibodeaux – violín; Karl T. Himmel – batería; Nicolette Larson – voces
  - Grabada en el Nashvillle Musicians Union Hall, 10/11/1977. Producido por Neil Young y Tim Mulligan.
14. "Are You Ready For the Country?" (Reprise) (4:20) – versión inédita
  - Neil Young – guitarra, armónica, voces; Ben Keith – guitarra pedal steel; Spooner Oldham – piano; Tim Drummond – bajo; Rufus Thibodeaux – violín; Karl T. Himmel – batería; Nicolette Larson – voces
  - Grabada en el Nashvillle Musicians Union Hall, 10/11/1977. Producido por Neil Young y Tim Mulligan.
15. "Rap (Intro Comes a Time Outtakes)" (0:05)
16. "We're Having Some Fun Now" (4:23) – canción inédita
  - Neil Young – guitarra, voces; Nicolette Larson – voces; Ben Keith – guitarra pedal steel; Karl T. Himmel – batería; Tim Drummond – bajo; Spooner Oldham – piano; Rufus Thibodeaux – violín
  - Grabada en el Sound Shop, Nashville, Tennessee, 17-21/11/1977. Producido por Neil Young, Ben Keith y Tim Mulligan.
17. "Rap (Intro "Please Help Me I'm Falling") (0:07)"
18. "Please Help Me, I'm Falling" (2:56) – versión inédita
  - Neil Young – guitarra, voces; Nicolette Larson – voces; Ben Keith – guitarra pedal steel; Karl T. Himmel – batería; Tim Drummond – bajo; Spooner Oldham – piano; Rufus Thibodeaux – violín
  - Grabada en el Sound Shop, Nashville, Tennessee, 21/11/1977. Producido por Neil Young, Ben Keith y Tim Mulligan.
19. "Motorcycle Mama" (3:09) – previamente lanzada en Comes A Time
  - Neil Young – guitarra eléctrica, voz; Nicolette Larson – voz de armonía; Ben Keith – guitarra pedal steel; Karl T. Himmel – batería; Tim Drummond – bajo; Spooner Oldham – piano
  - Grabada en el Sound Shop, Nashville, 21/11/1977. Producido por Neil Young, Ben Keith y Tim Mulligan.

### Disco 8:Boarding House I(1978)
1. "Rap" (0:12)
2. "Shots" (5:28) – versión en vivo inédita
  - Neil Young – guitarra, armónica, voz
  - Grabada en The Boarding House, 24/05/1978. Producido por David Briggs, Joel Bernstein, Niko Bolas y Neil Young.
3. "Ride My Llama" (3:12) – versión en vivo inédita
  - Neil Young – guitarra, voz
  - Grabada en The Boarding House, 25/05/1978. Producido por David Briggs, Joel Bernstein, Niko Bolas y Neil Young.
4. "Sail Away" (3:55) – versión en vivo inédita
  - Neil Young – guitarra, armónica, voz
  - Grabada en The Boarding House, 25/05/1978. Producido por David Briggs, Joel Bernstein, Niko Bolas y Neil Young.
5. "Pocahontas" (3:56) – versión en vivo inédita
  - Neil Young – guitarra, voz
  - Grabada en The Boarding House, 25/05/1978. Producido por David Briggs, Joel Bernstein, Niko Bolas y Neil Young.
6. "Human Highway" (3:31) – previously unreleased live version
  - Neil Young – guitar, harmonica, vocals
  - Recorded at The Boarding House, 5/26/1978. Produced by David Briggs, Joel Bernstein, Niko Bolas, and Neil Young.
7. "Already One" (4:40) – versión en vivo inédita
  - Neil Young – guitarra, voz
  - Grabada en The Boarding House, 25/05/1978. Producido por David Briggs, Joel Bernstein, Niko Bolas y Neil Young.
8. "Birds" (2:27) – versión en vivo inédita
  - Neil Young – guitarra, voz
  - Grabada en The Boarding House, 25/05/1978. Producido por David Briggs, Joel Bernstein, Niko Bolas y Neil Young.
9. "Cowgirl in the Sand" (4:10) – versión en vivo inédita
  - Neil Young – guitarra, voz
  - Grabada en The Boarding House, 25/05/1978. Producido por David Briggs, Joel Bernstein, Niko Bolas y Neil Young.
10. "Sugar Mountain" (6:27) – versión en vivo inédita
  - Neil Young – guitarra, armónica, voz
  - Grabada en The Boarding House, 25/05/1978. Producido por David Briggs, Joel Bernstein, Niko Bolas y Neil Young.
11. "Powderfinger" (3:40) – versión en vivo inédita
  - Neil Young – guitarra, voz
  - Grabada en The Boarding House, 25/05/1978. Producido por David Briggs, Joel Bernstein, Niko Bolas y Neil Young.
12. "Thrasher" (6:18) – versión en vivo inédita
  - Neil Young – guitarra, armónica, voz
  - Grabada en The Boarding House, 25/05/1978. Producido por David Briggs, Joel Bernstein, Niko Bolas y Neil Young.
13. "Comes a Time" (3:27) – versión en vivo inédita
  - Neil Young – guitarra, voz
  - Grabada en The Boarding House, 25/05/1978. Producido por David Briggs, Joel Bernstein, Niko Bolas y Neil Young.

### Disco 9:Boarding House II(1978)
1. "Rap (Intro Devo)" (0:09)
2. "Hey Hey, My My (Into the Black)" (9:28) – versión inédita
  - Neil Young – guitarra; Mark Mothersbaugh – sintetizador, voces; Bob Casale – guitarra; Gerald Casale – bajo; Alan Myers – batería; Bob Mothersbaugh – guitarra
  - Grabada en Different Fur, San Francisco, 28/05/1978 (con Devo). Producido por Neil Young, Devo, David Briggs y Tim Mulligan.
3. "Rap (Back to the Boarding House)" (0:05)
4. "My My, Hey Hey (Out of the Blue)" (4:04) – versión en vivo inédita
  - Neil Young – guitarra, armónica, voz
  - Grabada en The Boarding House, 28/05/1978. Producido por David Briggs, Joel Bernstein, Niko Bolas y Neil Young.
5. "The Ways of Love" (3:31) – versión en vivo inédita
  - Neil Young – guitarra, voz
  - Grabada en The Boarding House, 28/05/1978. Producido por David Briggs, Joel Bernstein, Niko Bolas y Neil Young.
6. "Homegrown" (2:12) – versión en vivo inédita
  - Neil Young – guitarra, armónica, voz
  - Grabada en The Boarding House, 28/05/1978. Producido por David Briggs, Joel Bernstein, Niko Bolas y Neil Young.
7. "Down by the River" (4:26) – versión en vivo inédita
  - Neil Young – guitarra, voz
  - Grabada en The Boarding House, 28/05/1978. Producido por David Briggs, Joel Bernstein, Niko Bolas y Neil Young.
8. "After the Gold Rush" (3:56) – versión en vivo inédita
  - Neil Young – piano, armónica, voz
  - Grabada en The Boarding House, 28/05/1978. Producido por David Briggs, Joel Bernstein, Niko Bolas y Neil Young.
9. "Out Of My Mind" (2:26) – versión en vivo inédita
  - Neil Young – piano, voz
  - Grabada en The Boarding House, 28/05/1978. Producido por David Briggs, Joel Bernstein, Niko Bolas y Neil Young.
10. "Dressing Room" (0:22)

### Disco 10:Sedan Delivery(1978)
1. "Bright Sunny Day" (2:43) – canción inédita
  - Neil Young – guitarra, voz; Frank Sampedro – guitarra, voz; Billy Talbot – bajo, voz; Ralph Molina – batería, voz
  - Grabada en Broken Arrow Ranch, 24/08/1978. Producido por Neil Young, David Briggs y Tim Mulligan.
2. "The Loner" (5:01) – previamente lanzada en Live Rust
  - Neil Young – guitarra, voz; Frank "Poncho" Sampedro – guitarra, voz; Billy Talbot – bajo, voz; Ralph Molina – batería, voz
  - Grabada en Chicago Stadium, 14/10/1978. Producido por David Briggs, Neil Young y Tim Mulligan.
3. "Welfare Mothers" (3:49) – previamente lanzada en Rust Never Sleeps
  - Neil Young – guitarra, voz, percusión; Frank "Poncho" Sampedro – guitarra, voz; Billy Talbot – bajo, voz; Ralph Molina – batería, voz
  - Grabada en St. Paul Civic Center, 15/10/1978. Producido por David Briggs, Neil Young y Tim Mulligan.
4. "Lotta Love" (2:57) – previamente lanzada en Live Rust
  - Neil Young – guitarra, voz; Frank "Poncho" Sampedro – piano, voz; Billy Talbot – bajo, voz; Ralph Molina – batería, voz
  - Grabada en St. Paul Civic Center, 15/10/1978. Producido por David Briggs, Neil Young y Tim Mulligan.
5. "Sedan Delivery" (4:41) – previamente lanzada en Rust Never Sleeps
  - Neil Young – guitarra, voz; Frank "Poncho" Sampedro – guitarra, voz; Billy Talbot – bajo, voz; Ralph Molina – batería, voz
  - Grabada en St. Paul Civic Center, 15/10/1978. Producido por David Briggs, Neil Young y Tim Mulligan.
6. "Cortez the Killer" (7:32) – previamente lanzada en Live Rust
  - Neil Young – guitarra, voz; Frank "Poncho" Sampedro – guitarra, voz; Billy Talbot – bajo, voz; Ralph Molina – batería, voz
  - Grabada en St. Paul Civic Center, 15/10/1978. Producido por David Briggs, Neil Young y Tim Mulligan.
7. "Tonight's the Night" (7:20) – previamente lanzada en Live Rust
  - Neil Young – guitarra, voz; Frank "Poncho" Sampedro – guitarra, voz; Billy Talbot – bajo, voz; Ralph Molina – batería, voz
  - Grabada en St. Paul Civic Center, 15/10/1978. Producido por David Briggs, Neil Young y Tim Mulligan.
8. "Powderfinger" (5:30) – previamente lanzada en Rust Never Sleeps
  - Neil Young – guitarra, voz; Frank "Poncho" Sampedro – guitarra, voz; Billy Talbot – bajo, voz; Ralph Molina – batería, voz
  - Grabada en McNichols Arena, Denver, 19/10/1978. Producido por David Briggs, Neil Young y Tim Mulligan.
9. "When You Dance I Can Really Love" (3:52) – previamente lanzada en Live Rust
  - Neil Young – guitarra, voz; Frank "Poncho" Sampedro – guitarra, voz; Billy Talbot – bajo, voz; Ralph Molina – batería, voz
  - Grabada en Cow Palace, 22/10/1978. Producido por David Briggs, Neil Young y Tim Mulligan.
10. "Hey Hey, My My (Into the Black)" (5:14) – previamente lanzada en Rust Never Sleeps
  - Neil Young – guitarra, voz; Frank "Poncho" Sampedro – guitarra, voz; Billy Talbot – bajo, voz; Ralph Molina – batería, voz
  - Grabada en The Cow Palace, San Francisco, 22/10/1978. Producido por David Briggs, Neil Young y Tim Mulligan.

### Disco 11:Coastline(1980–81)
1. "Coastline" (2:28) – previamente lanzada en Hawks & Doves
  - Neil Young – piano, voz; Greg Thomas – batería; Dennis Belfield – bajo; Ben Keith – guitarra, voz; Rufus Thibodeaux – violín; Ann Hillary O'Brien – voz
  - Grabada en Gold Star Studios, 02/07/1980. Producido por David Briggs, Neil Young, Tim Mulligan y Jerry Napier.
2. "Stayin' Power" (2:19) – previamente lanzada en Hawks & Doves
  - Neil Young – piano, voz; Greg Thomas – batería; Dennis Belfield – bajo; Ben Keith – guitarra, voz; Rufus Thibodeaux – violín; Ann Hillary O'Brien – voz
  - Grabada en Gold Star Studios, 03/07/1980. Producido por David Briggs, Neil Young, Tim Mulligan y Jerry Napier.
3. "Hawks & Doves" (3:30) – previamente lanzada en Hawks & Doves
  - Neil Young – guitarra, voz; Greg Thomas – batería; Dennis Belfield – bajo; Ben Keith – guitarra, voz; Rufus Thibodeaux – violín; Ann Hillary O'Brien – voz
  - Grabada en Gold Star Studios, 04/07/1980. Producido por David Briggs, Neil Young, Tim Mulligan y Jerry Napier.
4. "Comin' Apart at Every Nail" (2:37) – previamente lanzada en Hawks & Doves
  - Neil Young – guitarra, voz; Greg Thomas – batería; Dennis Belfield – bajo; Ben Keith – guitarra, voz; Rufus Thibodeaux – violín; Ann Hillary O'Brien – voz
  - Grabada en Gold Star Studios, 05/07/1980. Producido por David Briggs, Neil Young, Tim Mulligan y Jerry Napier.
5. "Union Man" (2:12) – previamente lanzada en Hawks & Doves
  - Neil Young – guitarra, voz; Greg Thomas – batería; Dennis Belfield – bajo; Ben Keith – guitarra, voz; Rufus Thibodeaux – violín; Ann Hillary O'Brien – voz
  - Grabada en Gold Star Studios, 05/07/1980. Producido por David Briggs, Neil Young, Tim Mulligan y Jerry Napier.
6. "Winter Winds" (3:13) – canción inédita
  - Neil Young – piano, voz; Ben Keith – guitarra steel, voz; Rufus Thibodeaux – violín; Dennis Belfield – bajo; Greg Thomas – batería; Anne Hillary O'Brien – voz
  - Grabada en Broken Arrow Ranch, 06/09/1980. Producido por David Briggs, Tim Mulligan y Neil Young.
7. "Southern Pacific" (4:08) – previamente lanzada en Re·ac·tor
  - Neil Young – guitarra, voz; Frank Sampedro – guitarra; Billy Talbot – bajo, voz; Ralph Molina – batería, voz
  - Grabada en Modern Recorders, Redwood City, California, 07/12/1980. Producido por David Briggs y Neil Young.
8. "Opera Star" (3:32) – previamente lanzada en Re·ac·tor
  - Neil Young – guitarra, synclavier, palmas, voz; Frank Sampedro – guitarra, voz; Billy Talbot – bajo, voz; Ralph Molina – batería, voz
  - Grabada en Modern Recorders, Redwood City, California, 08/12/1980. Producido por David Briggs y Neil Young.
9. "Rapid Transit" (4:36) – previamente lanzada en Re·ac·tor
  - Neil Young – guitarra, voz; Frank Sampedro – guitarra; Billy Talbot – bajo, voz; Ralph Molina – batería, voz
  - Grabada en Modern Recorders, Redwood City, California, 18/01/1981. Producido por David Briggs y Neil Young.
10. "Sunny Inside" (2:30) – original inédita
  - Neil Young – piano, Synclavier, voz; Frank Sampedro – guitarra; Billy Talbot – bajo; Ralph Molina – percusión, batería, voz
  - Grabada en Modern Recorders, Redwood City, California, 17/06/1981. Producido por David Briggs, Tim Mulligan, Jerry Napier y Neil Young.
11. "Surfer Joe and Moe the Sleaze" (4:19) – previamente lanzada en Re·ac·tor
  - Neil Young – guitarra, voz, palmas; Frank Sampedro – guitarra, voz, palmas; Billy Talbot – bajo, voz, palmas; Ralph Molina – batería, percusión, voz, palmas
  - Grabada en Modern Recorders, Redwood City, California, 23/06/1981. Producido por David Briggs y Neil Young.
12. "Get Up" (2:27) – canción inédita
  - Neil Young – Wurlitzer, Synclavier, voz; Frank Sampedro – guitarra; Billy Talbot – bajo, voz; Ralph Molina – percusión, batería, voz
  - Grabada en Modern Recorders, Redwood City, California, 14/07/1981. Producido por David Briggs, Tim Mulligan, Jerry Napier y Neil Young.

### Disco 12:Trans/Johnny's Island(1981–82)
1. "Rap (Intro Trans)" (0:17)
2. "Sample and Hold" (5:13) – previamente lanzada en Trans
  - Neil Young – vocoder, guitarra, Synclavier, voz; Frank Sampedro – guitarra; Billy Talbot – bajo; Ralph Molina – batería
  - Grabada en Broken Arrow Ranch, 24/09/1981. Producido por David Briggs y Neil Young.
3. "Mr. Soul" (3:19) – previamente lanzada en Trans
  - Neil Young – vocoder, guitarra, bajo, Synclavier, voz
  - Grabada en Broken Arrow Ranch, 25/09/1981. Producido por David Briggs y Neil Young.
4. "Computer Cowboy" (4:14) – previamente lanzada en Trans
  - Neil Young – vocoder, guitarra, Synclavier, voz; Frank Sampedro – guitarra; Billy Talbot – bajo; Ralph Molina – batería
  - Grabada en Broken Arrow Ranch, 30/09/1981. Producido por David Briggs y Neil Young.
5. "We R In Control" (3:33) – previamente lanzada en Trans
  - Neil Young – vocoder, guitarra, Synclavier, voz; Frank Sampedro – guitarra; Billy Talbot – bajo; Ralph Molina – batería
  - Grabada en Broken Arrow Ranch, 14/10/1981. Producido por David Briggs y Neil Young.
6. "Computer Age" (5:26) – previamente lanzada en Trans
  - Neil Young – vocoder, guitarra, bajo, Synclavier, voz
  - Grabada en Broken Arrow Ranch, 29/10/1981. Producido por David Briggs y Neil Young.
7. "Transformer Man" (3:25) – previamente lanzada en Trans
  - Neil Young – vocoder, guitarra, bajo, Synclavier, voz
  - Grabada en Broken Arrow Ranch, 11/12/1981. Producido por David Briggs y Neil Young.
8. "Rap (Intro "Johnny")" (0:12)
9. "Johnny" (3:30) – canción inédita
  - Neil Young – guitarra, Synclavier, bajo, teclados, voces; Kenney Buttrey – batería
  - Grabada en Broken Arrow Ranch, 01/01/1982. Producido por Neil Young y Tim Mulligan.
10. "Island In The Sun" (3:56) – canción inédita
  - Neil Young – guitarra acústica, voz; Nils Lofgren – guitarra eléctrica, wurlitzer, voz; Ben Keith – guitarra pedal steel, voz; Bruce Palmer – bajo; Ralph Molina – batería, voz; Joe Lala – percusión, voz
  - Grabada en Commercial Recorders, Honolulu, 07/05/1982 (con los "Royal Pineapples"). Producido por Neil Young y Tim Mulligan.
11. "Rap (Intro "It's an Island")" (0:18)
12. "Silver & Gold" (3:20) – versión inédita
  - Neil Young – Synclavier, guitarra, voz; Nils Lofgren – Wurlitzer, voz; Ben Keith – guitarra pedal steel, voz; Bruce Palmer – bajo; Ralph Molina – batería, voz; Joe Lala – percusión, voz
  - Grabada en Commercial Recorders, Honolulu, 09/05/1982 (con los "Royal Pineapples"). Producido por Neil Young y Tim Mulligan.
13. "If You Got Love" (3:20) – versión inédita
  - Neil Young – guitarra acústica, voz; Nils Lofgren – guitarra eléctrica, wurlitzer, voz; Ben Keith – guitarra pedal steel, voz; Bruce Palmer – bajo; Ralph Molina – batería, voz; Joe Lala – percusión, voz
  - Grabada en Commercial Recorders, Honolulu, 11/05/1982 (con los "Royal Pineapples"). Producido por Neil Young y Tim Mulligan.
14. "Raining in Paradise" (4:24) – canción inédita
  - Neil Young – guitarra, voz; Nils Lofgren – guitarra, voz; Ben Keith – guitarra pedal steel, voz; Bruce Palmer – bajo; Ralph Molina – batería, voz; Joe Lala – percusión, voz
  - Grabada en Commercial Recorders, Honolulu, 12/05/1982 (con los "Royal Pineapples"). Producido por Neil Young y Tim Mulligan.
15. "Big Pearl" (3:19) – canción inédita
  - Neil Young – guitarra, voz; Nils Lofgren – Synclavier, wurlitzer, voz; Ben Keith – guitarra pedal steel, guitarra slide, voz; Bruce Palmer – bajo; Ralph Molina – batería, voz; Joe Lala – percusión, voz
  - Grabada en Commercial Recorders, Honolulu, 12/05/1982 (con los "Royal Pineapples"). Producido por Neil Young y Tim Mulligan.
16. "Hold On To Your Love" (3:06) – previamente lanzada en Trans
  - Neil Young – piano eléctrico, voz; Nils Lofgren – Stringman, voz; Ben Keith – guitarra pedal steel, voz; Bruce Palmer – bajo; Ralph Molina – batería, voz; Joe Lala – percusión, voz
  - Grabada en Commercial Recording, Honolulu, 12/05/1982. Producido por David Briggs y Neil Young.
17. "Soul Of A Woman" (3:40) – original inédita
  - Neil Young – guitarra, voz; Nils Lofgren – Wurlitzer; Ben Keith – guitarra slide; Bob Mosley – bajo; Ralph Molina – batería; Joe Lala – percusión
  - Grabada en Sherwood Hall, Salinas California, 11/08/1982. Producido por Neil Young y Tim Mulligan.
18. "Rap (Intro Johnny's Island)" (0:07)
19. "Love Hotel" (3:37) – canción inédita
  - Neil Young – guitarra, voz; Nils Lofgren – Synclavier, voz; Ben Keith – piano; Bruce Palmer – bajo; Ralph Molina – batería; Joe Lala – percusión
  - Grabada en National Exhibition Centre Arena, Birmingham, Inglaterra, 24/09/1982. Producido por Neil Young y Tim Mulligan.

### Disco 13:Evolution(1983–84)
1. "California Sunset" (2:54) – canción original inédita
  - Neil Young – banjo, armónica, voces
  - Grabada en Santa Cruz Civic Auditorium, California, 05/01/1983. Producido por Neil Young y Tim Mulligan.
2. "My Boy" (2:58) – canción original inédita
  - Neil Young – banjo, armónica, voces
  - Grabada en Santa Cruz Civic Auditorium, California, 05/01/1983. Producido por Neil Young y Tim Mulligan.
3. "Old Ways" (3:46) – versión inédita
  - Neil Young – guitarra, voces; Ben Keith – dobro; Karl T. Himmel – batería; Tim Drummond – bajo; Rufus Thibodeaux – violín; Spooner Oldham – órgano; Anthony Crawford, Rick Palombi, Larry Byrom – voces
  - Grabada en House of David, Nashville, 28/01/1983. Producido por Elliot Mazer y Neil Young.
4. "Depression Blues" (4:09) – previamente lanzada en Lucky Thirteen
  - Neil Young – guitarra, armónica, voces; Spooner Oldham – órgano; Ben Keith – guitarra pedal steel; Rufus Thibodeaux – violín; Tim Drummond – bajo; Karl Himmel – batería; Rick Palombi – voces; Anthony Crawford – voces; Larry Byrom – voces
  - Grabada en House of David, Nashville, 28/01/1983. Producido por Elliot Mazer y Neil Young.
5. "Cry, Cry, Cry" (2:38) – previamente lanzada en Everybody's Rockin'
  - Neil Young – piano, voces; Ben Keith – guitarra; Tim Drummond – bajo; Karl Himmel – batería; Rick Palombi – voces; Anthony Crawford – voces; Larry Byrom – voces
  - Grabada en Broken Arrow Ranch, 27/04/1983. Producido por Elliot Mazer y Neil Young.
6. "Mystery Train" (2:47) – previamente lanzada en Everybody's Rockin'
  - Neil Young – guitarra, voces; Ben Keith – guitarra; Tim Drummond – bajo; Karl Himmel – batería; Rick Palombi – voces; Anthony Crawford – voces; Larry Byrom – voces
  - Grabada en Broken Arrow Ranch, 28/04/1983. Producido por Elliot Mazer y Neil Young.
7. "Payola Blues" (3:09) – previamente lanzada en Everybody's Rockin'
  - Neil Young – piano, armónica, voces; Ben Keith – guitarra; Tim Drummond – bajo; Karl Himmel – batería; Rick Palombi – voces; Anthony Crawford – voces; Larry Byrom – voces
  - Grabada en Broken Arrow Ranch, 23/05/1983. Producido por Elliot Mazer y Neil Young.
8. "Betty Lou's Got A New Pair Of Shoes" (3:01) – previamente lanzada en Everybody's Rockin'
  - Neil Young – guitarra, voces; Ben Keith – saxofón; Tim Drummond – bajo; Karl Himmel – caja; Rick Palombi – voces; Anthony Crawford – voces; Larry Byrom – piano, voces
  - Grabada en Broken Arrow Ranch, 24/05/1983. Producido por Elliot Mazer y Neil Young.
9. "Bright Lights, Big City" (2:17) – previamente lanzada en Everybody's Rockin'
  - Neil Young – guitarra, armónica, voces; Ben Keith – guitarra; Tim Drummond – bajo; Karl Himmel – batería; Rick Palombi – voces; Anthony Crawford – voces; Larry Byrom – piano, voces
  - Grabada en Broken Arrow Ranch, 24/05/1983. Producido por Elliot Mazer y Neil Young.
10. "Rainin' in My Heart" (2:10) – previamente lanzada en Everybody's Rockin'
  - Neil Young – piano, armónica, voces; Ben Keith – guitarra; Tim Drummond – bajo; Karl Himmel – batería; Rick Palombi – voces; Anthony Crawford – voces; Larry Byrom – voces
  - Grabada en Broken Arrow Ranch, 25/05/1983. Producido por Elliot Mazer y Neil Young.
11. "Get Gone" (6:12) – canción original inédita
  - Neil Young – guitarra, teclados, armónica, vocoder, voces; Ben Keith – guitarra; Larry Byrom – piano, voces; Anthony Crawford – maracas, voces; Craig Hayes – saxofón barítono; Tim Drummond – bajo; Karl T. Himmel – batería; Rick Palombi – pandereta, voces
  - Grabada en Convention Center, San Antonio, 18/06/1983. Producido por Elliot Mazer y Neil Young.
12. "I Got A Problem" (3:02) – canción original inédita
  - Neil Young – LinnDrum, batería Simmons, Synclavier, voces
  - Grabada en Broken Arrow Ranch, 25/08/1983. Producido por Neil Young y Tim Mulligan.
13. "Hard Luck Stories" (3:55) – canción original inédita
  - Neil Young – LinnDrum, batería Simmons, Synclavier, voces
  - Grabada en Broken Arrow Ranch, principios de 1984. Producido por Neil Young y Tim Mulligan.
14. "Your Love" (3:37) – versión inédita
  - Neil Young – LinnDrum, guitarra eléctrica, armónica, Synclavier, voces
  - Grabada en Broken Arrow Ranch, principios de 1984. Producido por Neil Young y Tim Mulligan.
15. "If You Got Love" (5:00) – versión inédita
  - Neil Young – LinnDrum, bajo sintético, armónica, Synclavier, voces
  - Grabada en Broken Arrow Ranch, principios de 1984. Producido por Neil Young y Tim Mulligan.
16. "Razor Love" (5:08) – canción original inédita
  - Neil Young – LinnDrum, batería Simmons, Synclavier, voces
  - Grabada en Broken Arrow Ranch, principios de 1984. Producido por Neil Young y Tim Mulligan.

### Disco 14:Touch the Night(1984)
1. "Rock" (4:07) – canción inédita
  - Neil Young – guitarra, voces; Frank Sampedro – guitarra; Billy Talbot – bajo, voces; Ralph Molina – batería, voces; Ben Keith – saxofón alto
  - Grabada en el Catalyst, Santa Cruz, California, 07/02/1984. Producido por Neil Young y Tim Mulligan.
2. "So Tired" (3:28) – canción inédita
  - Neil Young – guitarra, voces; Frank Sampedro – guitarra; Billy Talbot – bajo, voces; Ralph Molina – batería, voces
  - Grabada en el Catalyst, Santa Cruz, California, 07/02/1984. Producido por Neil Young y Tim Mulligan.
3. "Violent Side" (6:25) – versión en vivo inédita
  - Neil Young – guitarra, voces; Frank Sampedro – guitarra, voces; Billy Talbot – bajo, voces; Ralph Molina – batería, voces
  - Grabada en el Catalyst, Santa Cruz, California, 07/02/1984. Producido por Neil Young y Tim Mulligan.
4. "I Got A Problem" (3:52) – versión en vivo inédita
  - Neil Young – guitarra, voces; Frank Sampedro – guitarra; Billy Talbot – bajo, voces; Ralph Molina – batería, voces; Ben Keith – Synclavier
  - Grabada en el Catalyst, Santa Cruz, California, 07/02/1984. Producido por Neil Young y Tim Mulligan.
5. "Your Love" (4:44) – canción inédita
  - Neil Young – guitarra, voces; Frank Sampedro – guitarra; Billy Talbot – bajo, voces; Ralph Molina – batería, voces
  - Grabada en el Catalyst, Santa Cruz, California, 07/02/1984. Producido por Neil Young y Tim Mulligan.
6. "Barstool Blues" (4:37) – versión en vivo inédita
  - Neil Young – guitarra, voces; Frank Sampedro – guitarra; Billy Talbot – bajo, voces; Ralph Molina – batería, voces
  - Grabada en el Catalyst, Santa Cruz, California, 07/02/1984. Producido por Neil Young y Tim Mulligan.
7. "Welfare Mothers" (4:39) – versión en vivo inédita
  - Neil Young – guitarra, voces; Frank Sampedro – guitarra; Billy Talbot – bajo, voces; Ralph Molina – batería, voces
  - Grabada en el Catalyst, Santa Cruz, California, 07/02/1984. Producido por Neil Young y Tim Mulligan.
8. "Touch The Night" (11:11) – versión en vivo inédita
  - Neil Young – guitarra, voces; Frank Sampedro – guitarra; Billy Talbot – bajo, voces; Ralph Molina – batería, voces; Ben Keith – saxofón alto
  - Grabada en el Catalyst, Santa Cruz, California, 07/02/1984. Producido por Neil Young y Tim Mulligan.

### Disco 15:Grey Riders(1984–85)
1. "Amber Jean" (3:28) – canción inédita
  - Neil Young – guitarra, armónica, voz; Ben Keith – guitarra pedal steel; Anthony Crawford – guitarra, voz; Rufus Thibodeaux – violín; Spooner Oldham – piano; Tim Drummond – bajo; Karl T. Himmel – batería
  - Grabada en Saddle Rack, San José, California, 06/06/1984. Producido por Neil Young y Tim Mulligan.
2. "Get Back To The Country" (3:23) – canción inédita
  - Neil Young – guitarra, voz; Ben Keith – guitarra pedal steel; Anthony Crawford – mandolina, voz; Larry Cragg – banjo; Rufus Thibodeaux – violín; Spooner Oldham – piano; Tim Drummond – bajo; Karl T. Himmel – batería
  - Grabada en Saddle Rack, San José, California, 06/06/1984. Producido por Neil Young y Tim Mulligan.
3. "Are You Ready For The Country?" (3:38) – previamente lanzada en A Treasure
  - Neil Young – guitarra, voz; Ben Keith – guitarra pedal steel; Anthony Crawford – guitarra, voz; Rufus Thibodeaux – violín; Spooner Oldham – piano; Tim Drummond – bajo; Karl T. Himmel – batería
  - Grabada en Riverbend Music Center, Cincinnati, Ohio, 21/09/1984. Producido por Neil Young y Ben Keith.
4. "It Might Have Been" (2:43) – previamente lanzada en A Treasure
  - Neil Young – guitarra, voz; Ben Keith – guitarra pedal steel; Anthony Crawford – violín, voz; Rufus Thibodeaux – violín; Spooner Oldham – piano; Tim Drummond – bajo; Karl T. Himmel – batería
  - Grabada en Austin City Limits, 25/09/1984. Producido por Neil Young y Ben Keith.
5. "Bound For Glory" (5:59) – previamente lanzada en A Treasure
  - Neil Young – guitarra, voz; Ben Keith – guitarra pedal steel; Anthony Crawford – guitarra, voz; Rufus Thibodeaux – violín; Spooner Oldham – órgano; Tim Drummond – bajo; Karl T. Himmel – batería
  - Grabada en Gilley, Pasadena, Texas, 29/09/1984. Producido por Neil Young y Ben Keith.
6. "Let Your Fingers Do the Walking" (3:03) – previamente lanzada en A Treasure
  - Neil Young – guitarra, voz; Ben Keith – guitarra pedal steel; Anthony Crawford – guitarra, voz; Rufus Thibodeaux – violín; Spooner Oldham – piano; Tim Drummond – bajo; Karl T. Himmel – batería
  - Grabada en Universal Ampitheatre, Universal City, 22/10/1984. Producido por Neil Young y Ben Keith.
7. "Soul of a Woman" (4:28) – previamente lanzada en A Treasure
  - Neil Young – guitarra, voz; Ben Keith – guitarra slide; Anthony Crawford – guitarra, voz; Rufus Thibodeaux – violín; Spooner Oldham – piano; Tim Drummond – bajo; Karl T. Himmel – batería
  - Grabada en Greek Theatre, Berkeley, 26/10/1984. Producido por Neil Young y Ben Keith.
8. "Misfits (Dakota)" (5:23) – versión en vivo inédita
  - Neil Young – guitarra, voz; Ben Keith – guitarra pedal steel, voz; Anthony Crawford – guitarra, voz; Rufus Thibodeaux – violín; Frank Sampedro – guitarra; Billy Talbot – bajo; Ralph Molina – batería
  - Grabada en el Entertainment Centre, Sídney, Nueva Gales del Sur, Australia, 14/03/1985. Producido por Neil Young y Tim Mulligan.
9. "Nothing is Perfect" (3:48) – versión inédita
  - Neil Young – guitarra, voz; Terry McMillan – armónica; Hargus Robbins – piano; Rufus Thibodeaux, Gordon Terry – violín; Joe Allen – bajo; Karl T. Himmel – batería; Matraca Ber, Gail Davies – voz
  - Grabada en Castle Recording Studios, Franklin, Tennessee, 30/06/1985. Producido por David Briggs, Neil Young y Ben Keith.
10. "Time Off For Good Behavior" (3:40) – canción inédita
  - Neil Young – guitarra, voz; Larry Byrom – guitarra, voz; Hargus Robbins – piano; Joe Allen – bajo; Karl T. Himmel – batería
  - Grabada en Bennet House, Franklin, Tennessee, 01/07/1985. Producido por David Briggs, Neil Young y Ben Keith.
11. "This Old House" (5:32) – canción inédita
  - Neil Young – guitarra, voz; Ben Keith – guitarra pedal steel, voz; Anthony Crawford – guitarra, voz; Rufus Thibodeaux – violín; Hargus Robbins – piano; Joe Allen – bajo; Karl T. Himmel – batería
  - Grabada en State Fair, Springfield, Illinois, 12/08/1985. Producido por Neil Young y Tim Mulligan.
12. "Southern Pacific" (7:51) – previamente lanzada en A Treasure
  - Neil Young – guitarra, voz; Ben Keith – guitarra pedal steel; Anthony Crawford – banjo, voz; Rufus Thibodeaux – violín; Spooner Oldham – piano; Joe Allen – bajo; Karl T. Himmel – batería
  - Grabada en Minnesota State Fair, St. Paul, 01/09/1985. Producido por Neil Young y Ben Keith.
13. "Interstate" (5:12) – versión en vivo inédita
  - Neil Young – guitarra, voz; Anthony Crawford – guitarra; Rufus Thibodeaux – violín; Ben Keith – stringman; Hargus Robbins – piano; Joe Allen – bajo; Karl T. Himmel – batería
  - Grabada en Mann Music Center, Filadelfia, Pensilvania, 07/09/1985. Producido por Neil Young y Tim Mulligan.
14. "Grey Riders" (5:57) – previamente lanzada en A Treasure
  - Neil Young – guitarra, voz; Ben Keith – guitarra pedal steel; Anthony Crawford – guitarra, voz; Rufus Thibodeaux – violín; Spooner Oldham – piano; Joe Allen – bajo; Karl T. Himmel – batería
  - Grabada en Pier 84, Nueva York, 10/09/1985. Producido por Neil Young y Ben Keith.

### Disco 16:Road of Plenty(1984–86)
1. "Drifter" (5:04) – previamente lanzada en Landing on Water
  - Neil Young – guitarra, armónica, sintetizador, voz; Steve Jordan – batería, sintetizador, voz; Danny Kortchmar – guitarra, sintetizador, voz
  - Grabada en Record One Studios, Sherman Oaks, California, 30/10/1985. Producido por Danny Kortchmar y Neil Young.
2. "Hippie Dream" (4:13) – previamente lanzada en Landing on Water
  - Neil Young – guitarra, armónica, sintetizador, voz; Steve Jordan – batería, sintetizador, voz; Danny Kortchmar – guitarra, sintetizador, voz
  - Grabada en Record One Studios, Sherman Oaks, California, 21/11/1985. Producido por Danny Kortchmar y Neil Young.
3. "Bad News Beat" (3:17) – previamente lanzada en Landing on Water
  - Neil Young – guitarra, armónica, sintetizador, voz; Steve Jordan – batería, sintetizador, voz; Danny Kortchmar – guitarra, sintetizador, voz
  - Grabada en Record One Studios, Sherman Oaks, California, 25/11/1985. Producido por Danny Kortchmar y Neil Young.
4. "People On The Street" (4:33) – previamente lanzada en Landing on Water
  - Neil Young – guitarra, armónica, sintetizador, voz; Steve Jordan – batería, sintetizador, voz; Danny Kortchmar – guitarra, sintetizador, voz
  - Grabada en Record One Studios, Sherman Oaks, California, 04/12/1985. Producido por Danny Kortchmar y Neil Young.
5. "Weight of the World" (3:41) – previamente lanzada en Landing on Water
  - Neil Young – guitarra, armónica, sintetizador, voz; Steve Jordan – batería, sintetizador, voz; Danny Kortchmar – guitarra, sintetizador, voz
  - Grabada en Record One Studios, Sherman Oaks, California, 28/01/1986. Producido por Danny Kortchmar y Neil Young.
6. "Pressure" (2:46) – previamente lanzada en Landing on Water
  - Neil Young – guitarra, armónica, sintetizador, voz; Steve Jordan – batería, sintetizador, voz; Danny Kortchmar – guitarra, sintetizador, voz
  - Grabada en Record One Studios, Sherman Oaks, California, 17/03/1986. Producido por Danny Kortchmar y Neil Young.
7. "Road of Plenty" (7:28) – canción inédita
  - Neil Young – guitarra, voz; Frank Sampedro – guitarra; Billy Talbot – bajo; Ralph Molina – batería
  - Grabada en el Community War Memorial Auditorium, Rochester, Nueva York, 15/09/1986. Producido por Neil Young y Tim Mulligan.
8. "We Never Danced" (4:11) – canción inédita
  - Neil Young – guitarra, voz; Frank Sampedro – guitarra, voz; Billy Talbot – bajo, voz; Ralph Molina – batería, voz; Joel Bernstein, Larry Cragg – teclados
  - Grabada en el James L. Knight Center, Miami, Florida, 28/10/1986. Producido por Neil Young y Tim Mulligan.
9. "When Your Lonely Heart Breaks" (5:10) – canción inédita
  - Neil Young – guitarra, voz; Frank Sampedro – sintetizador, voz; Billy Talbot – bajo, voz; Ralph Molina – batería, voz
  - Grabada en el Reunion Arena, Dallas, Texas, 08/11/1986. Producido por Neil Young y Tim Mulligan.

### Disco 17:Summer Songs(1987)
1. "Rap (Intro)" (0:24)
2. "American Dream" (4:39) – previamente lanzada en el sitio web de Neil Young Archives
  - Neil Young – guitarra, voz
  - Grabada en Broken Arrow Ranch, 1987. Producido por Neil Young y Niko Bolas.
3. "Someday" (6:32) – previamente lanzada en el sitio web de Neil Young Archives
  - Neil Young – guitarra, voz
  - Grabada en Broken Arrow Ranch, 1987. Producido por Neil Young y Niko Bolas.
4. "For the Love of Man" (4:19) – previamente lanzada en el sitio web de Neil Young Archives
  - Neil Young – piano, voz
  - Grabada en Broken Arrow Ranch, 1987. Producido por Neil Young y Niko Bolas.
5. "One of These Days" (4:34) – previamente lanzada en el sitio web de Neil Young Archives
  - Neil Young – piano, voz
  - Grabada en Broken Arrow Ranch, 1987. Producido por Neil Young y Niko Bolas.
6. "Wrecking Ball" (4:06) – previamente lanzada en el sitio web de Neil Young Archives
  - Neil Young – piano, voz
  - Grabada en Broken Arrow Ranch, 1987. Producido por Neil Young y Niko Bolas.
7. "Hanging on a Limb" (4:40) – previamente lanzada en el sitio web de Neil Young Archives
  - Neil Young – guitarra, voz
  - Grabada en Broken Arrow Ranch, 1987. Producido por Neil Young y Niko Bolas.
8. "Name of Love" (5:15) – previamente lanzada en el sitio web de Neil Young Archives
  - Neil Young – guitarra, voz
  - Grabada en Broken Arrow Ranch, 1987. Producido por Neil Young y Niko Bolas.
9. "Last of His Kind" (3:48) – previamente lanzada en el sitio web de Neil Young Archives
  - Neil Young – guitarra, armónica, Synclavier, voz
  - Grabada en Broken Arrow Ranch, 1987. Producido por Neil Young, Tim Mulligan, Niko Bolas.
10. "Rap (Outro)" (0:14)

## Archives Vol. III: Takes
Además de la caja recopilatoria, Reprise Records publicó Takes, una versión de dos LP que recopila 16 canciones extraídas de Volume III.

### Lista de canciones
Cara A
1. "Hey Babe" (3:50) – Snapshot in Time
2. "Drive Back" (5:50) – Across the Water II
3. "Hitchhiker" (4:40) – Hitchhikin' Judy
4. "Let It Shine" (4:44) – Across the Water I

Cara B
1. "Sail Away" (5:32) – Windward Passage
2. "Comes a Time" (2:42) – Oceanside Countryside
3. "Lady Wingshot" (3:19) – Union Hall
4. "Thrasher" (6:19) – Boarding House I

Cara C
1. "Hey Hey, My My (Into the Black)" (9:29) – Boarding House II
2. "Bright Sunny Day" (2:43) – Sedan Delivery
3. "Winter Winds" (3:13) – Coastline
4. "If You Got Love" (3:20) – Trans/Johnny's Island

Cara D
1. "Razor Love" (5:09) – Evolution
2. "This Old House" (5:32) – Grey Riders
3. "Barstool Blues" (4:38) – Touch the Night
4. "Last of His Kind" (3:48) – Summer Songs[16]

## Posición en listas
| País                          | Posición |
| ----------------------------- | -------- |
| Alemania (Offizielle Top 100) | 23       |
| Austria (Ö3 Austria)          | 68       |
| Bélgica (Ultratop flamenca)   | 41       |
| Francia (SNEP)                | 200      |
| Suiza (Schweizer Hitparade)   | 46       |